# كسوف الشمس 19 مارس 2072
سيحدث كسوف جزئي للشمس في 19 مارس 2072. يحدث كسوف الشمس عندما يمر القمر بين الأرض والشمس ، وبالتالي يحجب صورة الشمس كليًا أو جزئيًا عن مشاهد على الأرض. يحدث كسوف جزئي للشمس في المناطق القطبية من الأرض عندما يغيب مركز ظل القمر عن الأرض.

## الخسوفات ذات الصلة

### كسوف الشمس 2069-2072
هذا الكسوف هو جزء من سلسلة كسوف الشمس 2069-2072. يتكرر الكسوف في كل 177 يومًا تقريبًا و 4 ساعات في العقد المتناوبة من مدار القمر.
| 120 | أبريل 21, 2069 جزئي | 125 | أكتوبر 15, 2069 [الإنجليزية] جزئي |
| 130 | أبريل 11, 2070 كلي  | 135 | أكتوبر 4, 2070 حلقي               |
| 140 | مارس 31, 2071 حلقي  | 145 | سبتمبر 23, 2071 كلي               |
| 150 | مارس 19, 2072 جزئي  | 155 | سبتمبر 12, 2072 كلي               |

### ساروس 150
وهي جزء من دورة ساروس 150 وتتكرر كل 18 سنة و 11 يومًا وتحتوي على 71 حدثًا.
- بدأت السلسلة بكسوف جزئي للشمس في 24 أغسطس 1729.
- يحتوي على كسوف حلقي من 22 أبريل 2126 حتى 22 يونيو 2829.
- لا توجد كسوفات كاملة في هذه السلسلة.
- تنتهي السلسلة في العضو 71 ككسوف جزئي في 29 سبتمبر 2991.

ستكون أطول مدة للحلقات 9 دقائق و 58 ثانية في 19 ديسمبر 2522.
| تحدث أعضاء السلسلة 11-21 بين عامي 1901 و 2100: | تحدث أعضاء السلسلة 11-21 بين عامي 1901 و 2100: | تحدث أعضاء السلسلة 11-21 بين عامي 1901 و 2100: |
| 11                                             | 12                                             | 13                                             |
| ---------------------------------------------- | ---------------------------------------------- | ---------------------------------------------- |
| </img> </br> 12 ديسمبر 1909                    | </img> </br> 24 ديسمبر 1927                    | </img> </br> 3 يناير 1946                      |
| 14                                             | 15                                             | 16                                             |
| </img> </br> 14 يناير 1964                     | </img> </br> 25 يناير 1982                     | </img> </br> 5 فبراير 2000                     |
| 17                                             | 18                                             | 19                                             |
| </img> </br> 15 فبراير 2018                    | </img> </br> 27 فبراير 2036                    | </img> </br> 9 مارس 2054                       |
| 20                                             | 21                                             |                                                |
| </img> </br> 19 مارس 2072                      | </img> </br> 31 مارس 2090                      |                                                |

### سلسلة ميتونيك
تتكرر السلسلة ميتونيك كل 19 عامًا (6939.69 يومًا) ، وتستمر حوالي 5 دورات. يحدث الكسوف في نفس تاريخ التقويم تقريبًا. بالإضافة إلى ذلك ، تتكرر سلسلة أكتون الفرعية 1/5 من ذلك أو كل 3.8 سنوات (1387.94 يومًا). تحدث جميع الكسوفات في هذا الجدول عند العقدة الصاعدة للقمر.
| 21 من أحداث الكسوف بين 1 يونيو 2011 و 1 يونيو 2087 | 21 من أحداث الكسوف بين 1 يونيو 2011 و 1 يونيو 2087 | 21 من أحداث الكسوف بين 1 يونيو 2011 و 1 يونيو 2087 | 21 من أحداث الكسوف بين 1 يونيو 2011 و 1 يونيو 2087 | 21 من أحداث الكسوف بين 1 يونيو 2011 و 1 يونيو 2087 |
| مايو 31 – يونيو 1                                  | مارس 19–20                                         | يناير 5–6                                          | أكتوبر 24–25                                       | أغسطس 12–13                                        |
| 118                                                | 120                                                | 122                                                | 124                                                | 126                                                |
| -------------------------------------------------- | -------------------------------------------------- | -------------------------------------------------- | -------------------------------------------------- | -------------------------------------------------- |
| يونيو 1, 2011                                      | مارس 20, 2015                                      | يناير 6, 2019                                      | أكتوبر 25, 2022                                    | أغسطس 12, 2026                                     |
| 128                                                | 130                                                | 132                                                | 134                                                | 136                                                |
| يونيو 1, 2030                                      | مارس 20, 2034                                      | يناير 5, 2038                                      | أكتوبر 25, 2041                                    | أغسطس 12, 2045                                     |
| 138                                                | 140                                                | 142                                                | 144                                                | 146                                                |
| مايو 31, 2049                                      | مارس 20, 2053                                      | يناير 5, 2057                                      | أكتوبر 24, 2060                                    | أغسطس 12, 2064                                     |
| 148                                                | 150                                                | 152                                                | 154                                                | 156                                                |
| مايو 31, 2068                                      | مارس 19, 2072                                      | يناير 6, 2076 [الإنجليزية]                         | أكتوبر 24, 2079 [الإنجليزية]                       | أغسطس 13, 2083 [الإنجليزية]                        |
| 158                                                | 160                                                | 162                                                | 164                                                | 166                                                |
| يونيو 1, 2087                                      |                                                    |                                                    | أكتوبر 24, 2098 [الإنجليزية]                       |                                                    |

## روابط خارجية
- www.solar-eclipse.de - متوسط التغطية السحابية والمدن على طول مسار الكسوف
- رسومات ناسا